# 坡里天主教堂
坡里天主教堂是位于山东省聊城市阳谷县城北17公里定水镇坡里庄的大型天主教堂，是天主教阳谷教区（1933年成立）的主教座堂，山东省西部最大的一座天主教堂，管理阳谷、莘县、范县等六县教务。现为山东省文物保护单位。
1882年，德国圣言会神甫安治泰和福若瑟（奥籍）开始在阳谷县坡里庄传播天主教，这是整个山东南半部天主教的发祥地，后来由此发展出兖州、青岛、临沂、阳谷、菏泽5个教区。到1889年坡里庄建成哥特式大教堂，1909年建成包括大教堂（可容千人）、修士楼、修女楼、育婴堂、修道院等由8栋西式洋楼相互连接组成的规模宏大的建筑群，三层碉堡楼5座，两层群楼149间，外环以砖墙。教堂现存房间200余间，占地面积1.4万平方米。
中国乃至亚洲被罗马教廷第一任为枢机主教（红衣主教）的阳谷张秋人田耕莘，就是在坡里教堂就学、受洗入教并任神父的。
1947年，因第二次国共内战原因，教会活动基本终止。